# Ленинский (Рогачёвский район)
Ленинский (бел. Ленінскі) — посёлок в Болотнянском сельсовете Рогачёвского района Гомельской области Беларуси.

## География

### Расположение
В 48 км на северо-восток от районного центра и железнодорожной станции Рогачёв (на линии Могилёв — Жлобин), 109 км от Гомеля.

## Транспортная сеть
Транспортные связи по просёлочной, затем автомобильной дороге Довск — Славгород). Жилые дома деревянные, усадебного типа, вдоль просёлочной дороги.

## История
Основан в начале 1920-х годов переселенцами из соседних деревень на бывших помещичьих землях. В 1930 году жители вступили в колхоз. Согласно переписи 1959 года в составе колхоза имени В. И. Ленина (центр — деревня Болотня).

## Население

### Численность
- 2004 год — 4 хозяйства, 8 жителей.

### Динамика
- 1959 год — 54 жителя (согласно переписи).
- 2004 год — 4 хозяйства, 8 жителей.